# NTT関東硬式野球部
NTT関東硬式野球部（エヌティティかんとうこうしきやきゅうぶ）は、千葉県船橋市に本拠地を置き、日本野球連盟に加盟していた社会人野球の企業チームである。

## 概要
1960年、日本電信電話公社の関東硬式野球部『電電関東硬式野球部』として創部。練習グラウンドや合宿所は千葉県船橋市飯山満町にあったが、選手の多くが千葉県の県庁所在地である千葉市の千葉支店勤務だったため本拠地登録は千葉市となった。
1962年の都市対抗野球で初出場を果たし、1969年の都市対抗野球で初優勝、6年後の1975年の都市対抗野球で2度目の優勝を達成している。
1985年、電電公社の民営化に伴いチーム名を『NTT関東硬式野球部』に改称した。
1997年、本拠地を船橋市に移転した。
その後はNTTグループの再編に伴い、1999年1月にNTT東京硬式野球部を『NTT東日本硬式野球部』に、NTT関西硬式野球部を『NTT西日本硬式野球部』にそれぞれ改称し、社内の各野球部はそのどちらかに統合されることが決まった。多くの他支社チームはクラブチーム化し存続したのに対し、当チームは1998年シーズンをもって解散することとなった。
1998年、廃部直前の最後の大会となった同年の日本選手権決勝では、福留孝介擁する日本生命と逆転に次ぐ逆転の激戦を繰り広げ、最後は沖原佳典のサヨナラ打で初優勝を遂げた。そしてシーズン終了を以てNTT東京硬式野球部に吸収される形で解散、NTT東日本硬式野球部の中核となった。なお、同年のドラフト会議で三人が日本ハムファイターズから指名され入団している。

## 設立・沿革
- 1960年 - 千葉県千葉市を本拠地とし、『電電関東硬式野球部』として創部。
- 1962年 - 都市対抗野球に初出場。
- 1969年 - 都市対抗野球で初優勝。
- 1974年 - 日本選手権に初出場。
- 1975年 - 都市対抗野球で2度目の優勝。
- 1985年 - 電電公社の民営化に伴い、チーム名を『NTT関東硬式野球部』に改称。
- 1997年 - 本拠地を千葉県船橋市に移転。
- 1998年 - 日本選手権で初優勝。NTTグループの再編に伴い解散。

## 主要大会の出場歴・最高成績
- 都市対抗野球大会 -  出場17回、優勝2回（1969年、1975年）
- 社会人野球日本選手権大会 - 出場6回、優勝1回（1998年）
- JABA北海道大会 - 優勝2回（1982年、1985年）
- JABA日立市長杯争奪大会 - 優勝3回（1995年、1996年、1998年）
- JABA徳山大会 - 優勝1回（1985年）
- JABA九州大会 - 優勝1回（1971年）
- 関東選抜リーグ - 優勝3回（1986年、1996年、1998年）

## 主な出身プロ野球選手
- 引間克幸（内野手） - 1980年ドラフト外で阪神タイガースに入団
- 田中幸雄（投手） - 1981年ドラフト1位で日本ハムファイターズに入団
- 市村則紀（投手） - 1982年ドラフト3位で中日ドラゴンズに入団
- 長冨浩志（投手） - 1985年ドラフト1位で広島東洋カープに入団
- 畝龍実（投手） - 1988年ドラフト3位で広島東洋カープに入団
- 島田一輝（内野手） - 1994年ドラフト4位で日本ハムファイターズに入団
- 小笠原道大（捕手） - 1996年ドラフト3位で日本ハムファイターズに入団[3]
- 遠藤竜志（投手） - 1997年ドラフト1位で広島東洋カープに入団
- 金澤健人（投手） - 1998年ドラフト2位で阪神タイガースに入団
- 立石尚行（投手） - 1998年ドラフト3位で日本ハムファイターズに入団
- 阿久根鋼吉（内野手） - 1998年ドラフト5位で日本ハムファイターズに入団
- 伊藤剛（投手） - 1998年ドラフト6位で日本ハムファイターズに入団
- 沖原佳典（内野手） - 統廃合に伴いNTT東日本に移籍し、2000年ドラフト6位で阪神タイガースに入団
- 田中充（投手） - 統廃合に伴いNTT東日本に移籍し、2001年ドラフト4位で千葉ロッテマリーンズに入団

## かつて在籍した選手・コーチ・監督
- 初鹿勇（外野手） - 選手として在籍。現役引退後、塩山商業高校→塩山高校、日本航空高校、三島高校→知徳高校で監督を歴任。
- 長井秀夫（内野手） - 選手・コーチとして在籍。
- 飯塚智広（外野手） - 選手として在籍。シドニーオリンピック日本代表。